# Strażnica – Towarzystwo Biblijne i Traktatowe

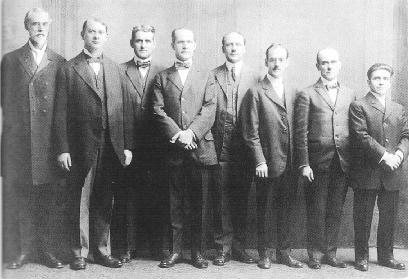
Członkowie Towarzystwa Strażnica w 1918 roku (od lewej: W.E. Van Amburgh, J.F. Rutherford, A.H. Macmillan, R.J. Martin, F.H. Robison, C.J. Woodworth, G.H. Fisher, G. DeCecca)

Strażnica – Towarzystwo Biblijne i Traktatowe (pop. Towarzystwo Strażnica) – korporacje prawne reprezentujące przed władzami świeckimi zbory Świadków Jehowy. Towarzystwo Strażnica zostało powołane do prowadzenia działalności religijnej, edukacyjnej i humanitarnej. Głównym jego celem jest rozgłaszanie dobrej nowiny o Królestwie Bożym, przede wszystkim za pośrednictwem druku. Towarzystwo Strażnica jest oficyną wydawniczą Świadków Jehowy, zajmuje się wydawaniem i tłumaczeniem „Strażnicy”, „Przebudźcie się!”, Pisma Świętego w Przekładzie Nowego Świata oraz innych publikacji Świadków Jehowy.
Członkami Towarzystwa Strażnica mogą zostać wyłącznie osoby zaproszone, przy czym o członkostwie nie decyduje wysokość składanych dobrowolnych datków. Zarówno zarząd tej korporacji prawnej, jak również jej członkowie, wspierają Ciało Kierownicze Świadków Jehowy.

## Historia
16 lutego 1881 roku założyciel ruchu Badaczy Pisma Świętego Charles T. Russell, wraz z grupą kilku osób, w celu nadania rozmachu prowadzonej przez nich działalności kaznodziejskiej powołał korporację prawną „Zion’s Watch Tower Tract Society” (Towarzystwo Traktatowe – Strażnica Syjońska). Korporacja ta miała samodzielnie wydawać czasopismo „Strażnica Syjońska i Zwiastun Obecności Chrystusa” oraz umożliwiała otrzymywanie datków na prowadzenie działalności kaznodziejskiej. Początkowo była to niezarejestrowana korporacja, której prezesem został William H. Conley, wiceprezesem był Joseph Lytel Russell, a rzeczywistym liderem był C.T. Russell, sekretarz i skarbnik. William Conley przeznaczył na ten cel 3500 dolarów (70%) z ogólnej sumy 5000 dolarów kapitału założycielskiego. Pozostałą część wyłożyli: Joseph L. Russell 1000 $ (20%) i Charles Taze Russell 500 $ (10%). Decyzją sędziego Fredericka Hilla Colliera 15 grudnia 1884 roku „Towarzystwo Traktatowe – Strażnica Syjońska” zostało prawnie zarejestrowane, a Charles T. Russell został jego prezesem. W składzie pierwszego zarządu znaleźli się ponadto William I. Mann – wiceprezes, Maria F. Russell – sekretarz i skarbnik, oraz członkowie zarządu: William C. McMillan, John B. Adamson i J.F. Smith.
Watch Tower Bible and Tract Society of Pennsylvania (Pensylwańskie Towarzystwo Biblijne i Traktatowe – Strażnica) została zarejestrowana w roku 1884 zgodnie z Prawem o niedochodowych stowarzyszeniach Wspólnoty Pensylwanii (ang. Nonprofit Corporation Law of the Commonwealth of Pennsylvania). Jest to instytucja niedochodowa, z której działalności nikt nie może czerpać korzyści osobistych. 19 września 1896 roku korporacja zmieniła nazwę na „Towarzystwo Biblijne i Traktatowe – Strażnica”, gdyż z czasem zaczęło udostępniać czytelnikom różne przekłady Biblii. 15 kwietnia 1898 roku C.T. Russell scedował prawa własności do spółki Tower Publishing Company, która w latach 1887–1898 odpowiadała za wydawanie „Strażnicy Syjońskiej” na „Towarzystwo Biblijne i Traktatowe – Strażnica”.
4 marca 1909 roku z powodu przeprowadzki Biura Głównego z Allegheny do Brooklynu w Nowym Jorku jaka nastąpiła 31 stycznia, założono „Stowarzyszenie Kazalnicy Ludowej” (ang. Peoples Pulpit Association). Korporację tę założono, ponieważ stowarzyszenie Watch Tower Bible and Tract Society zarejestrowane w stanie Pensylwania nie mogło posiadać nieruchomości ani majątku trwałego, jak również prowadzić działalności w stanie Nowy Jork. Wydawała ona co miesiąc serię traktatów nazwaną „Kazalnica ludowa” (od 1909), „Pismo dla każdego” (od 1911), a później „Miesięcznik Badaczy Pisma Świętego” (od 1913). W roku 1939 korporacja ta zmieniła nazwę na „Zarejestrowane Towarzystwo Biblijne i Traktatowe – Strażnica”. W 1955 roku nadano obecną nazwę „Zarejestrowane Nowojorskie Towarzystwo Biblijne i Traktatowe – Strażnica” (Watchtower Bible and Tract Society of New York, Inc.).
Obie korporacje miały od początku jednego prezesa, który kierował działalnością Świadków Jehowy (Badaczy Pisma Świętego). Do roku 1971 zarząd Towarzystwa był jednoznaczny z Ciałem Kierowniczym. Korporacje te są narzędziami prawnymi podlegającymi Ciału Kierowniczemu Świadków Jehowy, natomiast członkowie zarządu i prezes nie wchodzą w skład Ciała Kierowniczego.
Do zarządu Towarzystwa Strażnica wchodzą osoby, które zdaniem Świadków Jehowy należą do grona 144 000 mających nadzieję na życie w niebie. Jedyną osobą spoza tego grona zasiadającą w zarządzie był Hayden C. Covington, który członkiem zarządu Towarzystwa Strażnica został wybrany w roku 1940, a w latach 1942–1945 był jego wiceprezesem. Chcąc jednak dostosować się do wymogu, by wszyscy członkowie zarządu korporacji pensylwańskiej należeli do 144 000, złożył rezygnację z tej funkcji. W jego miejsce członkiem zarządu został Lyman A. Swingle, a Frederick W. Franz został wiceprezesem korporacji.

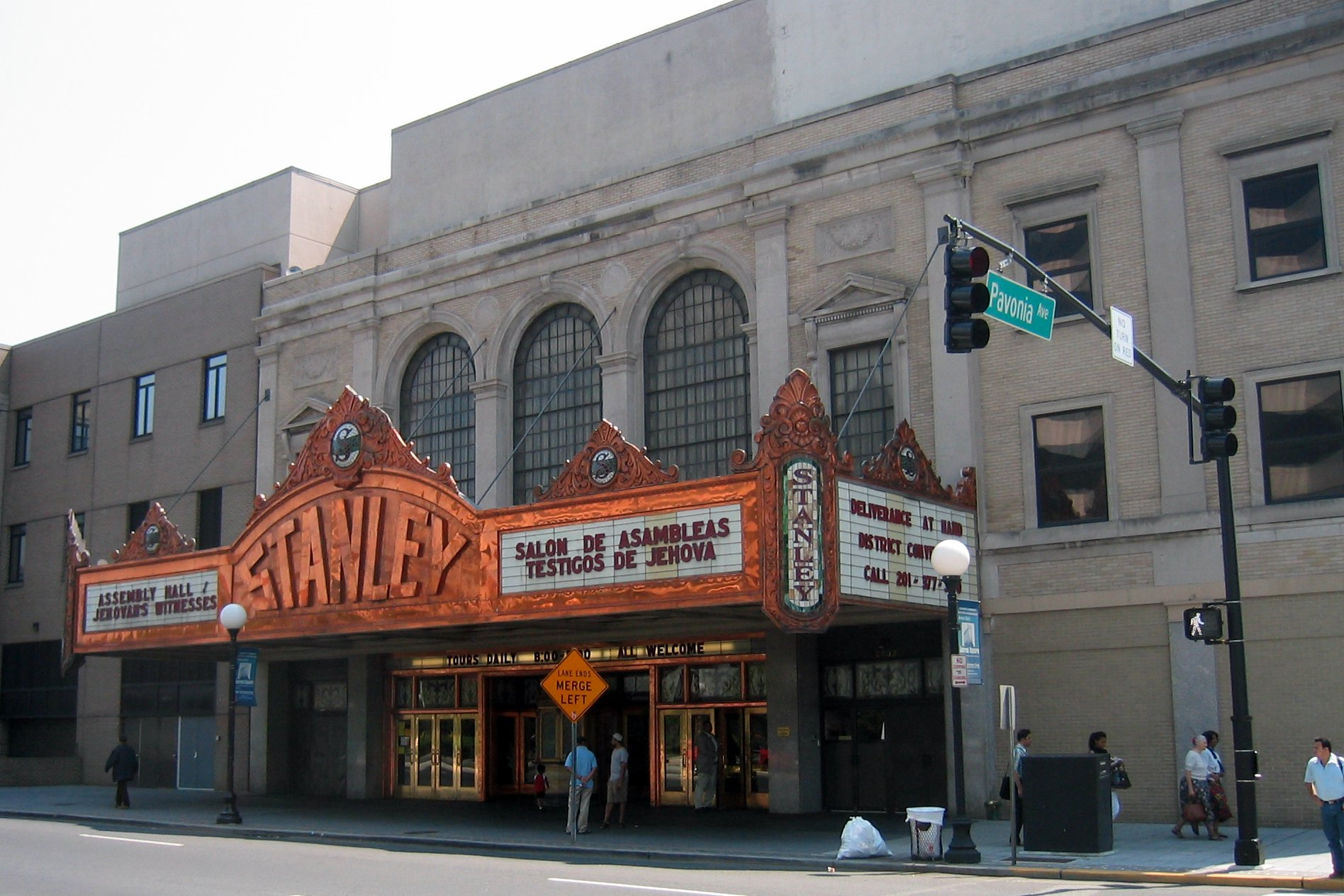
Sala Zgromadzeń w Jersey City
(dawny Teatr Stanleya)

Począwszy od stycznia 1885 roku zwoływane są doroczne walne zgromadzenia „Pensylwańskiego Towarzystwa Biblijnego i Traktatowego – Strażnica”. Do 2016 roku włącznie odbywały się one w Sali Zgromadzeń Świadków Jehowy w Jersey City w stanie New Jersey i były transmitowane do różnych części świata. W 2017 roku walne zgromadzenie zostało przeprowadzane w audytorium Biura Głównego w Warwick. 3 października 2020 roku odbyło się – w związku z pandemią COVID-19 w trybie wideokonferencji – 136. doroczne zgromadzenie statutowe. „Duchowa część programu” została nagrana i wyemitowana w audycji TV Broadcasting w styczniu i w lutym 2021 roku w serwisie internetowym jw.org (w poprzednich latach odbywała się ona w Sali Zgromadzeń Świadków Jehowy w Newburgh).
Na zgromadzeniach statusowych ogłasza się wydanie nowych publikacji, filmów i aplikacji elektronicznych, informuje o usprawnieniach i sprawozdaniach organizacyjnych, uściśleniu nauk biblijnych oraz myśli przewodnich (tekstu rocznego) na następny rok. Od roku 2024 na każdym zgromadzeniu statutowym wydawana jest nowa pieśń oparta na corocznej myśli przewodniej. Kolejne 141. doroczne zgromadzenie statutowe odbędzie się 4 października 2025 roku.

## Działalność wydawnicza
Od początku swojej działalności Towarzystwo Strażnica zajmowało się wydawaniem Biblii i publikacji biblijnych w różnej formie. Drukowano czasopisma, książki, różne przekłady Pisma Świętego, jak również produkowano filmy, czy też dokonywano nagrań dźwiękowych dostępnych kiedyś na płytach gramofonowych, a dziś na nośnikach cyfrowych. Wydrukowało już około 40 miliardów publikacji biblijnych.
Towarzystwo Strażnica posiada ponad 6000 wolontariuszy – tłumaczy i personelu pomocniczego w przeszło 400 Biurach Tłumaczeń w przeszło 150 krajach, dzięki czemu publikacje biblijne są dostępne bezpłatnie w przeszło 1090 językach, w tym w 106 językach migowych oraz dodatkowo w ponad 50 wydaniach brajlowskich lub innych wersjach dla niewidomych i niedowidzących. Strona internetowa jw.org zawiera materiały, filmy i publikacje biblijne do bezpłatnego pobrania w przeszło 1100 językach (serwis zawiera też ponad 860 pełnych wersji językowych), co stawia jw.org na pierwszym miejscu pod względem liczby tłumaczeń. Niektóre krótkie filmy o działalności Świadków Jehowy opublikowano w setkach języków. W 2024 roku film Dlaczego warto studiować Biblię? był dostępny w prawie 1000 wersjach językowych. Uruchomiona 6 października 2014 roku telewizja internetowa JW Broadcasting dostępna jest w przeszło 300 językach.

### Czasopisma
Głównym czasopismem wydawanym przez Towarzystwo Strażnica jest „Strażnica Zwiastująca Królestwo Jehowy”. Charles Taze Russell zaczął wydawać „Strażnicę” od lipca 1879 roku w języku angielskim, początkowo w nakładzie 6000 egzemplarzy. Bezpłatne czasopismo to ukazuje się w 461 językach (również online) (wydania specjalne w ponad 780 językach) w dwóch edycjach: do studium i do rozpowszechniania. Edycja do studium osiąga nakład 13 825 000, a edycja do rozpowszechniania 21 734 000 egzemplarzy.
Siostrzane bezpłatne czasopismo „Przebudźcie się!” ukazuje się od 1919 roku. Jest ono publikowane (również online) w 252 wersjach językowych, w nakładzie 16 265 000 egzemplarzy.

### Książki
Od roku 1914 Towarzystwo Strażnica wydało ponad 100 książek o tematyce biblijnej. Niektóre z nich miały na celu podnoszenie kwalifikacji głosicieli, inne zostały przeznaczone do objaśniania podstawowych nauk biblijnych, a jeszcze inne objaśniały poszczególne księgi biblijne.
Podręcznikami, którymi posługiwano się do prowadzenia studiów biblijnych, były w tym czasie książki: Harfa Boża (wydana w 1921, po polsku w 1924, w nakładzie 5 800 000 egz. w 36 językach), Niech Bóg będzie prawdziwy (1946, po polsku 1950, w nakładzie 18 400 000 egz. w 56 językach), Prawda, która prowadzi do życia wiecznego (1968, po polsku 1969), Będziesz mógł żyć wiecznie w raju na ziemi (1982, po polsku 1984), Wiedza, która prowadzi do życia wiecznego (1995), Czego naprawdę uczy Biblia? (2005), Czego nas uczy Biblia? (2015, po polsku 2018) i Już zawsze ciesz się życiem! – interaktywny kurs biblijny (2020, po polsku 2021).
Książka Prawda, która prowadzi do życia wiecznego, którą posługiwano się do roku 1982, ukazała się w nakładzie ponad 107 milionów egzemplarzy, w 120 językach. W roku 1982 opublikowano podręcznik Będziesz mógł żyć wiecznie w raju na ziemi, który ukazał się w nakładzie ponad 81 milionów egzemplarzy w 132 językach. Opublikowana w 1995 roku książka Wiedza, która prowadzi do życia wiecznego osiągnęła nakład pona 100 milionów egzemplarzy w 167 językach. W roku 2005 opublikowano książkę Czego naprawdę uczy Biblia?. W roku 2014 osiągnęła ona nakład około 238 milionów egzemplarzy, w 272 językach, a w 2020 już 299 milionów egzemplarzy w 294 językach. W 2015 roku opublikowano podręcznik Czego nas uczy Biblia?, który ukazał się w nakładzie 61 milionów egzemplarzy w 370 językach. W 2021 roku wydano interaktywny podręcznik Już zawsze ciesz się życiem! – interaktywny kurs biblijny w ponad 710 językach.

### Przekłady Biblii
Począwszy od roku 1890 Towarzystwo Strażnica rozpoczęło druk Biblii, korzystając z usług komercyjnych firm drukarskich. Pierwszym wydanym przekładem był The New Testament Newly Translated and Critically Emphasised Josepha B. Rotherhama (wyd. II) z roku 1864. W roku 1902 Towarzystwo Strażnica wydało Biblię paralelną Holmana (Linear Parallel Edition) w nakładzie 5000 egzemplarzy. Zawierała ona dodatek „Pomoce do berejskiego badania Pisma Świętego”, w którym znalazły się odsyłacze do publikacji Towarzystwa Strażnica z lat 1895–1901. Tekst tej Biblii pochodził z Biblii króla Jakuba i Revised Version.
W roku 1907 opublikowano specjalną edycję Pisma Świętego, zawierającą przedruk Biblii króla Jakuba, oraz 500-stronicowy dodatek nazwany „Berejskim podręcznikiem nauczycieli biblijnych”, zawierający m.in. komentarze do wielu wersetów, odsyłacze do publikacji Towarzystwa Strażnica, skorowidz tematyczny, listę wersetów nieautentycznych, tabele chronologiczne i 12 map. To wydanie Biblii nazwano „Biblią nauczycieli” albo „Wydaniem Badaczy Pisma Świętego”.
W grudniu 1926 roku rozpoczęto druk przekładów biblijnych na własnych maszynach drukarskich, a pierwszym samodzielnie wydrukowanym przekładem był The Emphatic Diaglott dokonany przez Benjamina Wilsona. Tłumaczenie to pochodziło z roku 1864 i było międzywierszowym dosłownym przekładem tekstu greckiego Johanna J. Giersbacha. Prawa do jego wyłącznego wydawania nabyto w roku 1902. Od roku 1942 do 1992 Towarzystwo Strażnica wydrukowało i przekazało do rozprowadzenia 1 858 368 egzemplarzy Biblii króla Jakuba z 1611 roku. Wydanie to uzupełniono przypisami. W latach 1944–1992 wydrukowano i rozpowszechniono 1 039 482 sztuk przekładu American Standard Version z roku 1901.
W roku 1972 Towarzystwo Strażnica wydało przekład Biblii w języku angielskim The Bible in Living English (Biblia w żywej angielszczyźnie) – tłumaczenie nieżyjącego już Stevena T. Byingtona, w którym imię Boże oddano w formie Jehowa. W 1997 roku Towarzystwo Strażnica wydało w języku rosyjskim Biblię Makarego, przekład dokonany przez archimandrytę Makarego (Głuchariowa) i Gierasima Pietrowicza Pawskiego. Przekład ten powstawał stopniowo w kilku etapach w XIX wieku. W około 3500 miejscach używa on imienia Bożego w formie Jehowa.
W latach 1950–1960 w sześciu tomach ukazało się pierwsze wydanie Pisma Świętego w Przekładzie Nowego Świata, tłumaczenia dokonanego przez Komitet Przekładu Biblii Nowego Świata Świadków Jehowy. W roku 1961 wydano zrewidowane wydanie jednotomowe tego przekładu. Dwa lata później wydano Chrześcijańskie Pisma Greckie w Przekładzie Nowego Świata w językach: francuskim, hiszpańskim, holenderskim, niemieckim, portugalskim i włoskim, rozpoczynając w ten sposób tłumaczenie tego przekładu na inne języki. Do 2024 roku ukazał się on w nakładzie ponad 280 milionów egzemplarzy, w ponad 300 językach w całości lub w częściach.
W roku 1978 i w roku 1986 Towarzystwo Strażnica wydało przekład Biblii w języku tagalskim, a w roku 1980 w języku cebuańskim należące do Filipińskiego Towarzystwa Biblijnego. W roku 1993 wydano Biblię w języku tajskim z roku 1988 w przekładzie Tajlandzkiego Towarzystwa Biblijnego.
Począwszy od roku 1983 w niektórych językach wydawano również Biblie zawierające Chrześcijańskie Pisma Greckie w Przekładzie Nowego Świata oraz Stary Testament w popularnym przekładzie w tym samym języku. Wydania te opublikowano w językach: szwedzkim (rok 1983, ST z popularnego szwedzkiego przekładu Biblii z 1917), cebuańskim (1993, ST z przekładu Filipińskiego Towarzystwo Biblijnego), ilokańskim (1993, ST z przekładu Filipińskiego Towarzystwa Biblijnego), tagalskim (1993, ST z przekładu Filipińskiego Towarzystwa Biblijnego), chińskim (1995, ST z popularnego chińskiego przekładu Biblii), chiński pismem uproszczonym (1995, ST z popularnego chińskiego przekładu Biblii), chorwackim (1999, ST z przekładu Đuro Daničicia), serbskim – alfabet łaciński (1999, ST z przekładu Lujo Bakoticia), serbskim – grażdanka (1999, ST z przekładu Lujo Bakoticia), rosyjskim (2001, ST z Przekładu synodalnego), malgaskim (2003, ST z przekładu protestanckiego), słoweńskim (2004, ST z przekładu Antonína Chráski), syngaleskim (2004, ST z Biblii wydanej przez Brytyjskie i Zagraniczne Towarzystwo Biblijne [1916]) oraz bułgarskim (2005, ST ze zrewidowanego przekładu Petko Sławejkowa z roku 1938).
Łącznie do 2024 roku Towarzystwo Strażnica wydrukowało przeszło 250 milionów egzemplarzy różnych przekładów Biblii w przeszło 300 językach.
W serwisie jw.org, oprócz Pisma Świętego w Przekładzie Nowego Świata (w przeszło 300 językach), udostępnionych jest także 12 innych przekładów biblijnych w 7 językach, a w darmowej aplikacji JW Library setki przekładów w przeszło 380 językach.

## Działalność edukacyjna
Towarzystwo Strażnica przeprowadza również rozmaite kursy i szkolenia biblijne. Od roku 1943 wprowadziło intensywny program szkolenia prowadzony w Biblijnej Szkole Strażnicy – Gilead, z którego skorzystało ponad 9000 Świadków Jehowy. Absolwenci Szkoły Gilead usługują jako misjonarze lub w inny sposób wspierają ogólnoświatową działalność kaznodziejską.
Oprócz kursów przeznaczonych dla Świadków Jehowy Towarzystwo Strażnica organizuje również nieodpłatne kursy czytania i pisania dla osób chętnych posiąść tę sztukę, wykorzystując opracowany w tym celu podręcznik „Przykładaj się do czytania i pisania”, dostępny w 123 językach. Świadkowie Jehowy pomogli nauczyć się czytać i pisać jakimś 250 tys. osób. Na przykład w Meksyku od 1946 roku do 2014 na kursach Towarzystwa Strażnica ponad 152 tysiące osób opanowało umiejętność czytania i pisania. Kursy te w Meksyku są organizowane głównie w języku hiszpańskim. W roku 2013 zostały one zorganizowane również dla przedstawicieli ośmiu tubylczych grup, którzy nauczyli się czytać i pisać w swoich językach rodzimych. W Ghanie z kursów nauki czytania i pisania od roku 1986 do 2011 skorzystało przeszło 9000 osób, w Mozambiku od 1996 do 2011 roku 19 tysięcy osób, w Zambii od roku 2001 do 2011 nauczono czytać i pisać blisko 12 tysięcy osób.

## Działalność humanitarna
Towarzystwo Strażnica organizuje i udziela również pomocy humanitarnej i materialnej głównie dla Świadków Jehowy i osób zainteresowanych, jak też w mniejszym stopniu dla osób postronnych, które ucierpiały na skutek tragedii – zarówno tych spowodowanych przez człowieka, jak to miało miejsce w wypadku ludobójstwa w Rwandzie w roku 1994, czy też katastrof spowodowanych przez żywioły, jak w wypadku trzęsienia ziemi na Haiti w roku 2010 oraz wielu innych klęsk żywiołowych. W tym celu na skutek zaistniałej potrzeby tworzy się Komitety Pomocy Doraźnej. Organizują one pomoc doraźną, która szybko może pojawić się na miejscu katastrofy. Podstawowe artykuły żywnościowe, woda, artykuły medyczne, ubrania oraz środki czystości są dostarczane najczęściej ciężarówkami z napisem „Świadkowie Jehowy – pomoc humanitarna”.
Pierwsza akcja niesienia pomocy materialnej na dużą skalę została zapowiedziana przez Nathana H. Knorra we wrześniu 1945 roku dla współwyznawców z Europy Środkowej, dotkniętych skutkami II wojny światowej. Począwszy od stycznia 1946 roku docierała ona do współwyznawców z Austrii, Belgii, Bułgarii, Czechosłowacji, Danii, Finlandii, Francji, Grecji, Holandii, Niemiec, Norwegii, Polski, Rumunii, Węgier, Wielkiej Brytanii i Włoch, jak również dla współwyznawców z Chin i Filipin. Akcja niesienia pomocy była udzielana przez dwa i pół roku do sierpnia 1948 roku, w tym czasie wysłano około 300 ton żywności, 450 ton ubrań oraz ponad 124 tysiące par obuwia.
Tylko od połowy 2011 do połowy 2012 roku akcjami niesienia pomocy z powodu klęsk żywiołowych objęto współwyznawców w Japonii, Brazylii, Republice Konga, Demokratycznej Republice Konga, Wenezueli, Filipinach, Kanadzie, Wybrzeżu Kości Słoniowej, Fidżi, Ghanie, Stanach Zjednoczonych, Argentynie, Mozambiku, Nigerii, Beninie, Dominikanie, Etiopii, Kenii, Malawi, Papui-Nowej Gwinei, Rumunii, Mali, Sierra Leone, Tajlandii, Czechach, Sri Lance, Sudanie, Tanzanii, Zimbabwe i Burundi. Poza pomocą doraźną udzielaną z powodu klęsk żywiołowych od 1991 roku zorganizowano ponad 70 celowych misji medycznych w 13 krajach. W ramach pomocy humanitarnej przeprowadzono ponad 50 tysięcy konsultacji medycznych oraz rozprowadzono wśród potrzebujących setki ton artykułów. W roku służbowym 2018 i 2019 katastrofy dotknęły ponad 900 000 Świadków Jehowy, ponad 15 000 ich domów i 700 Sal Królestwa zostało uszkodzonych lub zniszczonych. W tym okresie na pomoc humanitarną Świadkowie Jehowy wydali 49,5 miliona dolarów. W 2020 roku przeprowadzono akcje niesienia pomocy z powodu 204 klęsk żywiołowych. Również w 2020 roku w związku z pandemią COVID-19 powołano ponad 950 Komitetów Pomocy Doraźnej, które najbardziej potrzebującym dostarczają żywność i podstawowe lekarstwa, na które przeznaczono ponad 25 milionów dolarów. W roku 2021 przeprowadzono ponad 200 akcji związanych z pomocą humanitarną dla poszkodowanych głównie przez klęski żywiołowe. Od 24 lutego 2022 roku rozpoczęto organizowanie pomocy dla Świadków Jehowy z Ukrainy, uchodźców – ofiar inwazji Rosji.

## Korporacje
Świadkowie Jehowy posługują się nie tylko pierwszą korporacją założoną bezpośrednio przez Charlesa T. Russella o nazwie Pensylwańskie Towarzystwo Biblijne i Traktatowe – Strażnica. W różnych krajach świata posługują się również innymi korporacjami prawnymi założonymi później. Niektóre z tych korporacji w swoich nazwach zawierają słowa „Watch Tower”, „Watchtower” (w języku polskim „Strażnica”) lub ich odpowiednik w języku lokalnym.
Niektóre korporacje prawne Świadków Jehowy:
- Watch Tower Bible and Tract Society of Pennsylvania („Pensylwańskie Towarzystwo Biblijne i Traktatowe – Strażnica”) – założone 16 lutego 1881 roku jako „Towarzystwo Traktatowe – Strażnica Syjońska”[58], a zarejestrowane w 1884 w stanie Pensylwania jako korporacja niedochodowa[59][60]. W roku 1896 zmieniło nazwę na „Towarzystwo Biblijne i Traktatowe – Strażnica”. Obecna nazwa obowiązuje od roku 1955. Do korporacji pensylwańskiej należą prawa autorskie publikacji Świadków Jehowy ukazujących się w przeszło 1090 językach, oficjalnej strony Świadków Jehowy – jw.org[61], aplikacji, MEPS oraz telewizji internetowej JW Broadcasting[62]. Prezes: Robert Ciranko[63]; sekretarz-skarbnik: Danny L. Bland.
- Watchtower Bible and Tract Society of New York, Inc. („Zarejestrowane Nowojorskie Towarzystwo Biblijne i Traktatowe – Strażnica”) – założona 23 lutego 1909 roku jako „Stowarzyszenie Kazalnicy Ludowej”. W roku 1939 zmieniła nazwę na „Zarejestrowane Towarzystwo Biblijne i Traktatowe – Strażnica”. Obecna nazwa od 1956 roku. Korporacja nowojorska jest wydawcą publikacji Świadków Jehowy, publikuje i aktualizuje oficjalną stronę internetową[61] oraz telewizję internetową, zarządza też majątkiem Towarzystwa Strażnica. Prezes: Harold L. Corkern; Sekretarz-skarbnik: Mark L. Questell[64].

W celu spełnienia wymogów prawnych Świadkowie Jehowy tworzyli w różnych krajach podobne korporacje, traktowane jako Biura Oddziałów Świadków Jehowy. W Stanach Zjednoczonych założono m.in.:
- Christian Congregation of Jehovah’s Witnesses („Chrześcijański Zbór Świadków Jehowy”) – założone w roku 2000, z siedzibą w Patterson (stan Nowy Jork). Biuro Oddziału, nadzorująca działalność Świadków Jehowy w Stanach Zjednoczonych, Portoryko, na Bahamach, Bermudach, Brytyjskich Wyspach Dziewiczych, Jamajce, Kajmanach, Turks i Caicos i Wyspach Dziewiczych Stanów Zjednoczonych[65][66]. Prezes: A. E. Shuster, sekretarz-skarbnik: Luther W. Georges. Chrześcijański Zbór Świadków Jehowy posiada również osobowość prawną w wielu innych krajach. Do tej korporacji należą prawa autorskie dwumiesięcznika „Chrześcijańskie życie i służba – program zebrań”.
- Religious Order of Jehovah’s Witnesses („Wspólnota Religijna Świadków Jehowy”) – założona w roku 2000. Nadzoruje działalność wolontariuszy w Biurach Oddziału, drukarniach, pionierów specjalnych, nadzorców obwodu na terenie Stanów Zjednoczonych.
- Kingdom Support Services, Inc. – założona w roku 2000, z siedzibą w Patterson w stanie Nowy Jork. Nadzoruje m.in. budowę Sal Królestwa i Sal Zgromadzeń w Stanach Zjednoczonych, nadzorowała także budowę Biura Głównego Świadków Jehowy w Warwick w stanie Nowy Jork.

W celu administrowania Salami Zgromadzeń i innymi budynkami utworzono osobowości prawne dla poszczególnych obiektów w różnych amerykańskich stanach.
30 czerwca 1914 roku w Londynie zarejestrowano International Bible Students Association (IBSA, „Międzynarodowe Stowarzyszenie Badaczy Pisma Świętego”), które reprezentowało europejskich Badaczy Pisma Świętego.
W Polsce Świadków Jehowy reprezentuje prawnie zarejestrowany związek wyznaniowy:
- „Świadkowie Jehowy w Polsce” z siedzibą w Nadarzynie niedaleko Warszawy. Wspólnota ta jest częścią ogólnoświatowej społeczności religijnej, noszącej nazwę „Świadkowie Jehowy”. Do 13 maja 2014 roku jako osoba prawna nosił nazwę: Strażnica – Towarzystwo Biblijne i Traktatowe, Zarejestrowany Związek Wyznania Świadków Jehowy w Polsce[1].

## Prezesi Towarzystwa Strażnica
| Lp. | Lata kadencji | Prezes korporacji pensylwańskiej | Lp. | Lata kadencji | Prezes korporacji nowojorskiej |
| --- | ------------- | -------------------------------- | --- | ------------- | ------------------------------ |
| 0.  | 1881–1884     | William Henry Conley             |     |               |                                |
| 1.  | 1884–1916     | Charles Taze Russell             | 1.  | 1909–1916     | Charles Taze Russell           |
| 2.  | 1917–1942     | Joseph Franklin Rutherford       | 2.  | 1917–1942     | Joseph Franklin Rutherford     |
| 3.  | 1942–1977     | Nathan Homer Knorr               | 3.  | 1942–1977     | Nathan Homer Knorr             |
| 4.  | 1977–1992     | Frederick William Franz          | 4.  | 1977–1992     | Frederick William Franz        |
| 5.  | 1992–2000     | Milton George Henschel           | 5.  | 1992–2000     | Milton George Henschel         |
| 6.  | 2000–2014     | Don Alden Adams                  | 6.  | 2000–2011     | Max H. Larson                  |
| 7.  | od 2014       | Robert Ciranko                   | 7.  | 2011–2019     | Leon Weaver Jr                 |
|     |               |                                  | 8.  | od 2019       | Harold L. Corkern              |

## Sekretarze/Sekretarze-skarbnicy
| Lp. | Lata kadencji | W korporacji pensylwańskiej | Lp. | Lata kadencji | W korporacji nowojorskiej |
| --- | ------------- | --------------------------- | --- | ------------- | ------------------------- |
| 0.  | 1881–1884     | Charles Taze Russell        |     |               |                           |
| 1.  | 1884–1896     | Maria F. Russell            |     |               |                           |
| 2.  | 1896–1902     | Ernest C. Henninges         |     |               |                           |
| 3.  | 1903–1947     | William E. Van Amburgh      | 1.  | 1909–1947     | William E. Van Amburgh    |
| 4.  | 1947–1983     | Grant Suiter                | 2.  | 1947–1983     | Grant Suiter              |
| 5.  | 1983–2001     | Lyman A. Swingle            | 3.  | 1983–2001     | Lyman A. Swingle          |
| 6.  | 2001–2004     | Richard E. Abrahamson       | 4.  | 2001–2019     | Gerald F. Simonis         |
| 7.  | od 2004       | Danny L. Bland              | 5.  | od 2019       | Mark L. Questell          |